# Francisco Fernández Ochoa
Francisco 'Paquito' Fernández Ochoa (Cercedilla, 25 februari 1950 – Cercedilla 6 november 2006) was een Spaans alpineskiër.
Ochea was deelnemer op vier Olympische Winterspelen. Hij debuteerde op de Winterspelen van 1968 in Grenoble. Op de Spelen van 1972 in Sapporo won hij, verrassend, de gouden medaille op de slalom. Tot op heden is hij de enige Spaanse goudenmedaillewinnaar op de Olympische Winterspelen. Omdat de olympischewedstrijden tevens als wereldkampioenschap dienden werd hij hiermee ook de eerste (en tot nu toe ook de enige) Spaanse wereldkampioen in het alpineskiën. Twee jaar na zijn Olympische zege won hij tijdens de wereldkampioenschappen in St. Moritz de bronzen medaille op de slalom. Verder was hij deelnemer op de Spelen van 1976 in Innsbruck en op de Spelen van 1980 in Lake Placid.
In de wereldbeker alpineskiëncyclus won hij één keer een wedstrijd, op 6 maart 1974 won hij in Zakopane de slalomwedstrijd. Daarnaast eindigde hij nog twee keer in de top drie en 30 keer in de top tien op de slalom en combinatie.

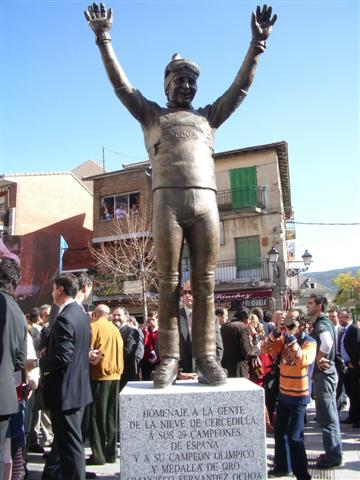
Standbeeld in Cercedilla

Naast Francisco namen ook zijn broers Juan Manuel (1976), Luis (1984, 1988) en zijn zusters Blanca (1980, 1984, 1988, 1992) en Dolores (1984) deel aan de Olympische Spelen. Zijn zus Blanca won op de Spelen van 1992 in Albertville brons op de slalom, de tweede en tot nu toe vier medailles voor Spanje op de Winterspelen.
Ochoa overleed op 56-jarige leeftijd aan de gevolgen van maligne lymfoom.
1948: Edy Reinalter ·
1952: Othmar Schneider ·
1956: Toni Sailer ·
1960: Ernst Hinterseer ·
1964: Josef Stiegler ·
1968: Jean-Claude Killy ·
1972: Francisco Fernández Ochoa ·
1976: Piero Gros ·
1980: Ingemar Stenmark ·
1984: Phil Mahre ·
1988: Alberto Tomba ·
1992: Finn Christian Jagge ·
1994: Thomas Stangassinger ·
1998: Hans Petter Buraas ·
2002: Jean-Pierre Vidal ·
2006: Benjamin Raich ·
2010: Giuliano Razzoli ·
2014: Mario Matt ·
2018: André Myhrer ·
2022: Clément Noël
- Biblioteca Nacional de España: XX1779742
- Virtual International Authority File: 87564601
- WorldCat: E39PBJccbxYGXVHMPcxx9PqCwC